# Gabeoski Omladinski Športski Klub
Il Nogometni Klub Gabeoski Omladinski Športski, cioè Società Giovanile Sportiva Calcistica di Gabela, meglio noto come GOŠK Gabela è una società calcistica bosniaca della città di Gabela.

## Storia
La società è stata fondata nel 1919.
Tra il 2003 e il 2011 ha militato nella Prva liga uno dei due gironi di seconda serie bosniaca. Dal 2011 al 2013 ha disputato la Premijer Liga.

### Cronologia dei nomi
- 1919–26: — Zmaj
- 1926–35: — Seljačka sloga
- 1935–41: — Seljački športski klub (ŠSK)
- 1948–49: — NK Zmaj
- 1949–58: — NK Sloga
- 1958–oggi: — GOŠK Gabela

## Palmarès

### Competizioni nazionali
- Prva liga Federacija Bosne i Hercegovine: 3

2010-2011, 2016-2017, 2022-2023

### Altri piazzamenti
- Coppa di Bosnia:

Semifinalista: 2019-2020
- Prva liga Federacije Bosne i Hercegovine:

Secondo posto: 2007-2008, 2014-2015

## Organico

### Rosa 2011-2012
| N. |                                 | Ruolo | Calciatore      |
| -- | ------------------------------- | ----- | --------------- |
| 1  | Croazia (bandiera)              | P     | Nikola Schreng  |
| 2  | Croazia (bandiera)              | D     | Filip Žderić    |
| 3  | Bosnia ed Erzegovina (bandiera) | D     | Vedad Šabanović |
| 4  | Bosnia ed Erzegovina (bandiera) | D     | Zlatko Kojić    |
| 5  | Brasile (bandiera)              | D     | Diogo Souza     |
| 6  | Croazia (bandiera)              | D     | Ivan Raič       |
| 7  | Bosnia ed Erzegovina (bandiera) | C     | Tomislav Tomić  |
| 8  | Bosnia ed Erzegovina (bandiera) | C     | Damir Zlomislić |
| 9  | Bosnia ed Erzegovina (bandiera) | A     | Mirza Džafić    |
| 10 | Bosnia ed Erzegovina (bandiera) | A     | Mahir Karić     |
| 11 | Croazia (bandiera)              | A     | Marko Grgić     |
| 12 | Croazia (bandiera)              | P     | Antonio Soldo   |
| 13 | Croazia (bandiera)              | D     | Ante Zurak      |

| N. |                                 | Ruolo | Calciatore         |
| -- | ------------------------------- | ----- | ------------------ |
| 14 | Bosnia ed Erzegovina (bandiera) | C     | Danijel Ćulum      |
| 15 | Bosnia ed Erzegovina (bandiera) | D     | Armin Helvida      |
| 17 | Corea del Sud (bandiera)        | C     | Park Chan-Jong     |
| 18 | Croazia (bandiera)              | C     | Ante Hrkać         |
| 20 | Bosnia ed Erzegovina (bandiera) | A     | Ivan Raguž         |
| 22 | Croazia (bandiera)              | C     | Pero Menalo        |
| 23 | Bosnia ed Erzegovina (bandiera) | D     | Robert Grbavac     |
| 26 | Arabia Saudita (bandiera)       | C     | Ibrahim Al-Ibrahim |
|    | Croazia (bandiera)              | D     | Stipe Dodig        |
|    | Croazia (bandiera)              | C     | Miljenko Bošnjak   |
|    | Bosnia ed Erzegovina (bandiera) | P     | Draženko Jurković  |
|    | Bosnia ed Erzegovina (bandiera) | A     | Sanid Mujakić      |